# Chenab
Il Chenab (punjabi: ਚਨਾਬ, canāb, urdu: چناب, hindi: चनाब, letteralmente: "Fiume (ab) della Luna (chen)") è un fiume formato dalla confluenza del Chandra e del Bhaga a Tandi, nell'Himalaya, nel distretto di Lahaul e Spiti nell'Himachal Pradesh (India). Il suo corso superiore è conosciuto anche come il Chandrabhaga. Esso attraversa il Jammu e Kashmir verso le pianure del Punjab, dove raggiunge il Jhelum a Trimmu e il Ravi. Si getta nel Sutlej vicino a Uch Sharif per formare il Panjnad o "Cinque Fiumi" (il quinto è il Beas, che si getta a sua volta nel Sutlej vicino a Ferozepur, in India). Il Sutlej sfocia poi nell'Indo a Mithankot. La lunghezza totale del Chenab è di circa 960 km. Le sue acque sono assegnate al Pakistan secondo il Trattato delle acque dell'Indo.

## Nome
Gli Indiani del periodo vedico conoscevano il fiume sotto il nome di Ashkini (sanscrito: अश्किनि) o Iskmati e gli antichi Greci sotto il nome di Acesines. Nel 325 a.C., Alessandro Magno avrebbe fondato la città di Alessandria dell'Indo (oggi Uch Sharif, Mithankot o Chacharan) alla confluenza dell'Indo e degli altri fiumi del Punjab.

## Corso
Il Chenab ha nella coscienza dei Punjabi lo stesso posto del Reno per i Tedeschi o del Danubio per gli Austriaci e gli Ungheresi: è il fiume iconico, e gioca un ruolo importante nella storia dell'Heer Ranjha, l'epopea nazionale punjabi, e nella leggenda di Sohni Mahiwal. 
Il fiume è stato proiettato al centro dell'attenzione per la volontà del governo indiano di costruire dighe idroelettriche sul suo corso, particolarmente il progetto della centrale di Baglihar (il cui completamento è previsto per il 2008), nel quadro del Progetto del Bacino dell'Indo. Questi progetti sul Chenab sono stati contestati dal Pakistan, che afferma che essi violano le clausole del Trattato delle acque dell'Indo, affermazione a sua volta respinta dall'India.